# آر. إس. بلاكبيرن سميث
آر. إس. بلاكبيرن سميث (بالإنجليزية: R. S. Blackburn Smith)‏ هو سياسي أمريكي، ولد في 9 ديسمبر 1871 في بالتيمور في الولايات المتحدة، وتوفي في 11 يوليو 1928 في الولايات المتحدة. حزبياً، نشط في الحزب الديمقراطي. وقد انتخب عضو مجلس ولاية فرجينيا.